# Montepolimeri
La Montepolimeri S.p.A., abbreviazione di Montedison Polimeri, è stata la controllata del gruppo Montedison operante nel settore della produzione e della commercializzazione delle materie plastiche, degli elastomeri e degli intermedi per i poliuretani.

## Storia

### Origini
Nacque ufficialmente il 31 dicembre 1980 in seguito alla decisione della Montedison di divenire una sorta di holding finanziaria, che comportò lo scorporo pressoché totale delle sue attività industriali; vennero così istituite 6 nuove società operative specializzate per settore produttivo, tra cui appunto la Montepolimeri. Gli stabilimenti produttivi si trovavano a Brindisi, Ferrara, Porto Marghera, Priolo e Rho.

### La creazione di Riveda e l'incorporazione in Montedipe
Nel 1982 un importante accordo tra Eni e Montedison portò al riordino delle rispettive attività produttive, nonché allo scambio di alcune di esse tra le due società. In relazione a ciò venne creata appositamente la società Riveda per il conferimento all'Eni di alcune attività della Montedipe e della Montepolimeri; più precisamente, relativamente a Montepolimeri, passarono a questa nuova società i rami d'azienda relativi al polietilene a bassa densità (stabilimenti di Brindisi, Ferrara e Priolo), al polietilene ad alta densità (Brindisi), al ciclo PVC (Brindisi e Porto Marghera), alle resine ABS (Ferrara) e alle gomme acrilonitriliche (Rho).
Alla fine del 1983 la Montedison cedette a Montedipe la partecipazione in Montepolimeri; Montedipe conferì queste attività alla controllata Sita, che avrebbe assunto la denominazione di Montepolimeri; la "vecchia" Montepolimeri assunse invece la denominazione di Tespia. Nel 1984 la Sita conferì a sua volta all'Ausimont le attività non inerenti alla petrolchimica di base, cioè il settore dei tecnopolimeri e polimeri speciali; conclusi questi passaggi, la Sita venne totalmente acquisita e fusa in Montedipe. Anche la Tespia, dopo alcune operazioni finanziarie, venne incorporata da Montedipe.
La Montedipe acquisì, precisamente, i seguenti impianti già di Montepolimeri: intermedi per poliuretani (stabilimento di Brindisi); stirolo, polistirolo, cloro e ipoclorito, dicloroetano, anidride maleica (Mantova); intermedi per poliuretani, acido cianidrico e derivati (Porto Marghera); ossido e glicoli propilenici (Priolo).